# Zoo (Fernsehserie)/Episodenliste
Diese Episodenliste enthält alle Episoden der US-amerikanischen Dramaserie Zoo, sortiert nach der US-amerikanischen Erstausstrahlung.  Zwischen 2015 und 2017 entstanden in drei Staffeln insgesamt 39 Episoden mit einer Länge von jeweils etwa 42 Minuten.

## Übersicht
| Staffel | Episodenanzahl | Erstausstrahlung USA | Erstausstrahlung USA | Deutschsprachige Erstausstrahlung | Deutschsprachige Erstausstrahlung |
| Staffel | Episodenanzahl | Staffelpremiere      | Staffelfinale        | Staffelpremiere                   | Staffelfinale                     |
| ------- | -------------- | -------------------- | -------------------- | --------------------------------- | --------------------------------- |
| 1       | 13             | 30. Juni 2015        | 15. September 2015   | 13. Januar 2016                   | 17. Februar 2016                  |
| 2       | 13             | 28. Juni 2016        | 6. September 2016    | 20. Februar 2017                  | 27. März 2017                     |
| 3       | 13             | 29. Juni 2017        | 21. September 2017   | 10. Januar 2018                   | 16. Februar 2018                  |

## Staffel 1
Die Erstausstrahlung der ersten Staffel war vom 30. Juni bis zum 15. September 2015 auf dem US-amerikanischen Fernsehsender CBS zu sehen. Die deutschsprachige Erstausstrahlung sendete der deutsche Free-TV-Sender ProSieben vom 13. Januar bis zum 17. Februar 2016.
| Nr. (ges.) | Nr. (St.) | Deutscher Titel            | Originaltitel               | Erstausstrahlung USA | Deutschsprachige Erstausstrahlung (D) | Regie             | Drehbuch                                                    | Zuschauer (USA) | Zuschauer (D) |
| ---------- | --------- | -------------------------- | --------------------------- | -------------------- | ------------------------------------- | ----------------- | ----------------------------------------------------------- | --------------- | ------------- |
| 1          | 1         | Der trotzige Blick         | First Blood                 | 30. Juni 2015        | 13. Jan. 2016                         | Brad Anderson     | Josh Appelbaum, André Nemec, Jeff Pinkner & Scott Rosenberg | 8,18 Mio.       | 2,80 Mio.     |
| 2          | 2         | Aufstand der Katzen        | Fight or Flight             | 7. Juli 2015         | 13. Jan. 2016                         | Michael Katleman  | Jeff Pinkner & Scott Rosenberg                              | 7,67 Mio.       | 2,80 Mio.     |
| 3          | 3         | Fledermäuse über Fukushima | The Silence of the Cicadas  | 14. Juli 2015        | 13. Jan. 2016                         | Chris Long        | Denitria Harris-Lawrence                                    | 6,48 Mio.       | 2,80 Mio.     |
| 4          | 4         | Das Alphatier              | Pack Mentality              | 21. Juli 2015        | 20. Jan. 2016                         | David Grossman    | Brian Oh                                                    | 6,62 Mio.       | 2,43 Mio.     |
| 5          | 5         | Die Mutterzelle            | Blame It on Leo             | 28. Juli 2015        | 20. Jan. 2016                         | Steven A. Adelson | Jay Faerber                                                 | 7,09 Mio.       | 2,43 Mio.     |
| 6          | 6         | Schlechter Deal            | This Is What It Sounds Like | 4. Aug. 2015         | 27. Jan. 2016                         | David Solomon     | Carla Kettner                                               | 5,95 Mio.       | 2,14 Mio.     |
| 7          | 7         | Winterschlaf               | Sleuths                     | 11. Aug. 2015        | 27. Jan. 2016                         | Dean White        | Dee Harris-Lawrence                                         | 6,69 Mio.       | 2,14 Mio.     |
| 8          | 8         | Das Rattenschiff           | The Cheese Stands Alone     | 18. Aug. 2015        | 3. Feb. 2016                          | Eric Laneuville   | Jay Faerber & Scott Rosenberg                               | 5,85 Mio.       | 1,85 Mio.     |
| 9          | 9         | Im Visier der Vögel        | Murmuration                 | 25. Aug. 2015        | 3. Feb. 2016                          | Michael Katleman  | Bryan Oh                                                    | 6,18 Mio.       | 1,85 Mio.     |
| 10         | 10        | Allianz der Tiere          | Emotional Contagion         | 1. Sep. 2015         | 10. Feb. 2016                         | Christine Moore   | Jay Faerber                                                 | 6,02 Mio.       | 1,53 Mio.     |
| 11         | 11        | Angriff der Leoparden      | Eats, Shoots and Leaves     | 8. Sep. 2015         | 10. Feb. 2016                         | Zetna Fuentes     | Rebekah F. Smith                                            | 5,73 Mio.       | 1,53 Mio.     |
| 12         | 12        | Das Heilmittel             | Wild Things                 | 8. Sep. 2015         | 17. Feb. 2016                         | John Polson       | Carla Kettner                                               | 5,73 Mio.       | 1,63 Mio.     |
| 13         | 13        | Die letzte Hoffnung        | That Great Big Hill of Hope | 15. Sep. 2015        | 17. Feb. 2016                         | Michael Katleman  | Jeff Pinkner & Scott Rosenberg                              | 4,81 Mio.       | 1,63 Mio.     |

## Staffel 2
Die Erstausstrahlung der zweiten Staffel war vom 28. Juni bis zum 6. September 2016 auf dem US-amerikanischen Fernsehsender CBS zu sehen. Die deutschsprachige Erstausstrahlung sendete der Free-TV-Sender ProSieben Maxx vom 20. Februar 2017 bis zum 27. März 2017.
| Nr. (ges.) | Nr. (St.) | Deutscher Titel        | Originaltitel           | Erstausstrahlung USA | Deutschsprachige Erstausstrahlung (D) | Regie             | Drehbuch                         | Zuschauer (USA) | Zuschauer (D) |
| ---------- | --------- | ---------------------- | ----------------------- | -------------------- | ------------------------------------- | ----------------- | -------------------------------- | --------------- | ------------- |
| 14         | 1         | Der Tag der Bestie     | The Day of the Beast    | 28. Juni 2016        | 20. Feb. 2017                         | Michael Katleman  | Matt Pitts & Melissa Glenn       | 5,41 Mio.       | 0,26 Mio.     |
| 15         | 2         | Blutregen              | Caraquet                | 28. Juni 2016        | 20. Feb. 2017                         | Michael Katleman  | Bryan Oh & Nick Parker           | 5,41 Mio.       | 0,28 Mio.     |
| 16         | 3         | Attacke der Ameisen    | Collision Point         | 5. Juli 2016         | 20. Feb. 2017                         | Steven A. Adelson | Jay Faerber & Rebekah F. Smith   | 5,05 Mio.       | 0,21 Mio.     |
| 17         | 4         | Grausames Gas          | The Walls of Jericho    | 12. Juli 2016        | 27. Feb. 2017                         | David Solomon     | Matt Pitts & Melissa Glenn       | 4,46 Mio.       | 0,21 Mio.     |
| 18         | 5         | Die Tripelhelix        | The Moon and the Star   | 19. Juli 2016        | 27. Feb. 2017                         | Norman Buckley    | Bryan Oh & Nick Parker           | 4,11 Mio.       | 0,22 Mio.     |
| 19         | 6         | Sex, Lügen und Quallen | Sex, Lies and Jellyfish | 26. Juli 2016        | 6. März 2017                          | Ed Ornelas        | Matt Pitts & Jay Faerber         | 4,00 Mio.       | 0,12 Mio.     |
| 20         | 7         | Das Geister-Gen        | Jamie’s Got a Gun       | 2. Aug. 2016         | 6. März 2017                          | Lee Rose          | Melissa Glenn & Rebekah F. Smith | 4,43 Mio.       | 0,15 Mio.     |
| 21         | 8         | Die Eis-Eidechse       | Zero Sum                | 9. Aug. 2016         | 13. März 2017                         | Anton Cropper     | Bryan Oh & Nick Parker           | 3,60 Mio.       | 0,11 Mio.     |
| 22         | 9         | Das Knochenrätsel      | Sins of the Father      | 16. Aug. 2016        | 13. März 2017                         | Michael Katleman  | Carla Kattner                    | 4,01 Mio.       | 0,16 Mio.     |
| 23         | 10        | Hölle in Helsinki      | Yellow Brick Road       | 23. Aug. 2016        | 20. März 2017                         | David Barrett     | Matt Pitts & Jay Faerber         | 4,83 Mio.       | 0,17 Mio.     |
| 24         | 11        | Gorillas im Fahrstuhl  | The Contingency         | 30. Aug. 2016        | 20. März 2017                         | Leslie Libman     | Melissa Glenn & Rebekah F. Smith | 4,68 Mio.       | 0,16 Mio.     |
| 25         | 12        | Die Säbelzahnkatze     | Pangaea                 | 6. Sep. 2016         | 27. März 2017                         | Gary Fleder       | Bryan Oh & Nick Parker           | 4,22 Mio.       | 0,13 Mio.     |
| 26         | 13        | Clementine             | Clementine              | 6. Sep. 2016         | 27. März 2017                         | Michael Katleman  | Bryan Oh & Nick Parker           | 4,22 Mio.       | 0,16 Mio.     |

## Staffel 3
Die Erstausstrahlung der dritten Staffel war vom 29. Juni bis zum 21. September 2017 auf dem US-amerikanischen Sender CBS zu sehen. Die deutschsprachige Erstausstrahlung der ersten neun Folgen sendete der deutsche Free-TV-Sender ProSieben vom 10. bis zum 31. Januar 2018. Die restlichen Folgen wurden am 9. und 16. Februar 2018 vom Free-TV-Sender ProSieben Maxx erstausgestrahlt.
| Nr. (ges.) | Nr. (St.) | Deutscher Titel            | Originaltitel                | Erstausstrahlung USA | Deutschsprachige Erstausstrahlung (D) | Regie            | Drehbuch                         | Zuschauer (USA) |
| ---------- | --------- | -------------------------- | ---------------------------- | -------------------- | ------------------------------------- | ---------------- | -------------------------------- | --------------- |
| 27         | 1         | Die Rückkehr               | No Place Like Home           | 29. Juni 2017        | 10. Jan. 2018                         | Michael Katleman | Melissa Glenn & Nicole Phillips  | 2,99 Mio.       |
| 28         | 2         | Durchbruch                 | Diaspora                     | 6. Juli 2017         | 10. Jan. 2018                         | Michael Katleman | Bryan Oh & Nick Parker           | 2,83 Mio.       |
| 29         | 3         | Geständnisse               | Ten Years Gone               | 13. Juli 2017        | 10. Jan. 2018                         | Ed Ornelas       | Jay Faerber & Shintaro Shimosawa | 2,98 Mio.       |
| 30         | 4         | Auf der anderen Seite      | Welcome to the Terra Dome    | 20. Juli 2017        | 17. Jan. 2018                         | Greg Beeman      | Gregory Weidman & Geoff Tock     | 2,80 Mio.       |
| 31         | 5         | Loslassen                  | Drop It Like It’s Hot        | 27. Juli 2017        | 17. Jan. 2018                         | Norman Buckley   | Melissa Glenn & Nicole Phillips  | 2,69 Mio.       |
| 32         | 6         | One Night Stand            | Oz is Oz                     | 3. Aug. 2017         | 24. Jan. 2018                         | Michael Katleman | Matt Pitts                       | 2,60 Mio.       |
| 33         | 7         | Wer ist Mr. Duncan?        | Wham, Bam, Thank You Sam     | 10. Aug. 2017        | 24. Jan. 2018                         | Alex Gayner      | Jay Faerber & Shintaro Shimosawa | 2,44 Mio.       |
| 34         | 8         | Gefahr in den Wolken       | Stakes on a Plane            | 17. Aug. 2017        | 31. Jan. 2018                         | Jet Wilkinson    | Gregory Widman & Geoff Tock      | 2,61 Mio.       |
| 35         | 9         | Das letzte Puzzleteil      | The Black Forest             | 24. Aug. 2017        | 31. Jan. 2018                         | David Barrett    | Bryan Oh & Nick Parker           | 2,42 Mio.       |
| 36         | 10        | Der Tod ist nur der Anfang | Once Upon a Time in the Nest | 31. Aug. 2017        | 9. Feb. 2018                          | Avi Youabian     | Jay Faerber & Shintaro Shimosawa | 2,03 Mio.       |
| 37         | 11        | Der Retter der Welt        | Cradles and Graves           | 7. Sep. 2017         | 9. Feb. 2018                          | Jennifer Lynch   | Melissa Glenn & Nicole Phillips  | 2,66 Mio.       |
| 38         | 12        | Im Westen viel Neues       | West Side Story              | 14. Sep. 2017        | 16. Feb. 2018                         | Gary Fleder      | Gregory Weidman & Geoff Tock     | 2,57 Mio.       |
| 39         | 13        | Der Schutzwall             | The Barrier                  | 21. Sep. 2017        | 16. Feb. 2018                         | Michael Katleman | Bryan Oh & Nick Parker           | 2,84 Mio.       |